# Vincenzo Lancia
Vincenzo Lancia (n. 24 august 1881, Fobello, Piemont, Italia – d. 15 februarie 1937, Torino, Italia) a fost un pilot de curse italian, inginer și fondator al companiei Lancia.

## Biografie

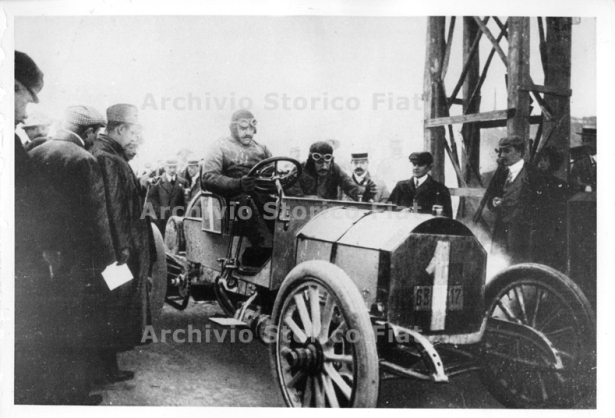
Vincenzo Lancia la volanul unui model Fiat 28-40 HP Corsa pe circuitul Madonie, pentru Targa Florio, 1906

S-a născut în satul Fobello, pe 24 august 1881, aproape de Torino; arborele său genealogic datează din Fobello în jurul anului 1550. Tatăl său, era un antreprenor de succes care și-a făcut averea în Argentina înainte de a se întoarce la Torino pentru a-și începe afacerea cu producția de carne conservată⁠(d) și cuburi pentru supă⁠(d). Deși familia îl încurajase să urmeze studii în drept, parcursul școlar al tânărului nu a fost unul remarcabil, acesta neavând dedicarea necesară învățării conform așteptărilor părinților săi.

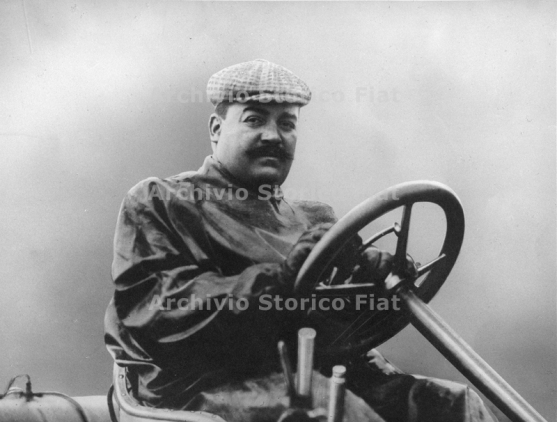
Vincenzo Lancia la volanul uneia dintre mașinile sale, începutul anilor 1910

Însă, încă de tânăr, a fost cuprins de o mare pasiune pentru motoarele cu ardere internă, reușind să obțină permisiunea tatălui său de a lucra ca contabil și, indirect, ca mecanic la atelierul din Torino al lui Giovanni Battista Ceirano. Acesta producea inițial biciclete sub marca Welleyes și, ulterior, a realizat prototipul unui automobil sub aceeași marcă, în 1899.

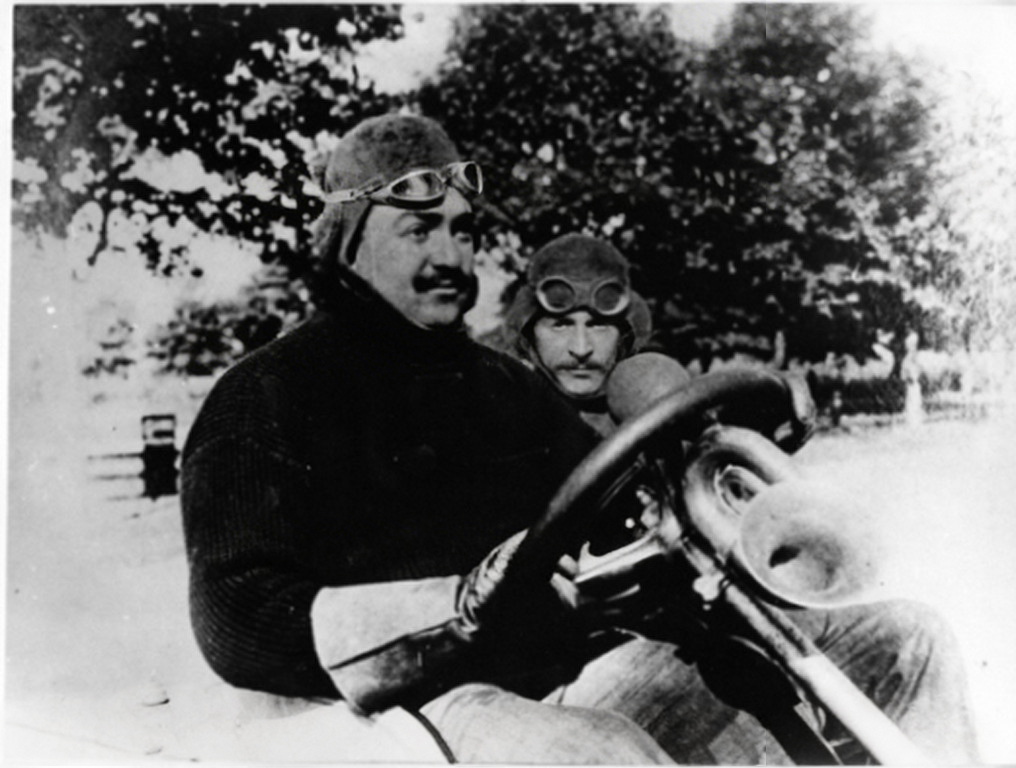
Vincenzo Lancia și B. Aiassa la Coppa Vanderbilt, New York, 1904

Automobilul a stârnit un entuziasm considerabil la prezentare și, pentru a-l produce pe scară largă, a fost înființată Fabbrica Italiana Automobili Torino, cunoscută și sub acronimul Fiat, care a achiziționat micuțul atelier al lui Ceirano, preluând atât planul de fabricație, cât și forța de muncă. Astfel, la doar 18 ani, Vincenzo Lancia și-a legat destinul de cea mai mare companie torineză de autovehicule. După o perioadă inițială în calitate de tehnician de testare, Lancia a reușit să își demonstreze aptitudinile pentru curse, devenind reprezentant al companiei în competițiile locale, obținând primul succes din istoria Fiat în cursa Torino Sassi-Superga din 1902. De asemenea, a câștigat de două ori cursa Susa-Moncenisio. Tânărul Lancia a făcut parte și din echipa de curse a lui Angelo Mosca, un antreprenor din Biella, pasionat de automobile și unul dintre primii locuitori ai orașului său care deținea astfel de vehicule. 
Caracterul său de șofer era impulsiv, iar el era adesea implicat în mici accidente cauzate de o exuberanță excesivă, devenind astfel mai cunoscut în lumea curselor pentru recordurile obținute într-un singur tur de circuit decât pentru victoriile sale. Cariera sa automobilistică va continua, mereu la volanul automobilelor Fiat, până în 1908, adică încă doi ani după înființarea propriei sale companii de automobile, Lancia.
În 1906, Vincenzo Lancia a reușit să își îndeplinească un vis, acela de a înființa propria sa companie, și, cu ajutorul prietenului și colegului său de la Fiat, Claudio Fogolin, a fondat, la Torino, compania care și astăzi poartă numele său.
În dezvoltarea companiei Lancia, Vincenzo Lancia a investit toate energiile, cunoștințele și intuițiile sale, neezitând să valorifice și abilitățile sale de tester acumulate în anii anteriori. Pentru această activitate, el a renunțat parțial la viața sa personală, căsătorindu-se abia în 1922 cu Adele Miglietti, secretara sa; în anii ce au urmat, cei doi au avut trei copii: Anna Maria, Gianni și Eleonora.
În 1930, împreună cu oamenii de afaceri Gaspare Bona, Battista Farina cunoscut sub numele de Pinin, Giovanni Battista Devalle, Pietro Monateri și Arrigo De Angeli, a fondat Societatea Anonimă Carrozzeria Pinin Farina, devenită ulterior Pininfarina.

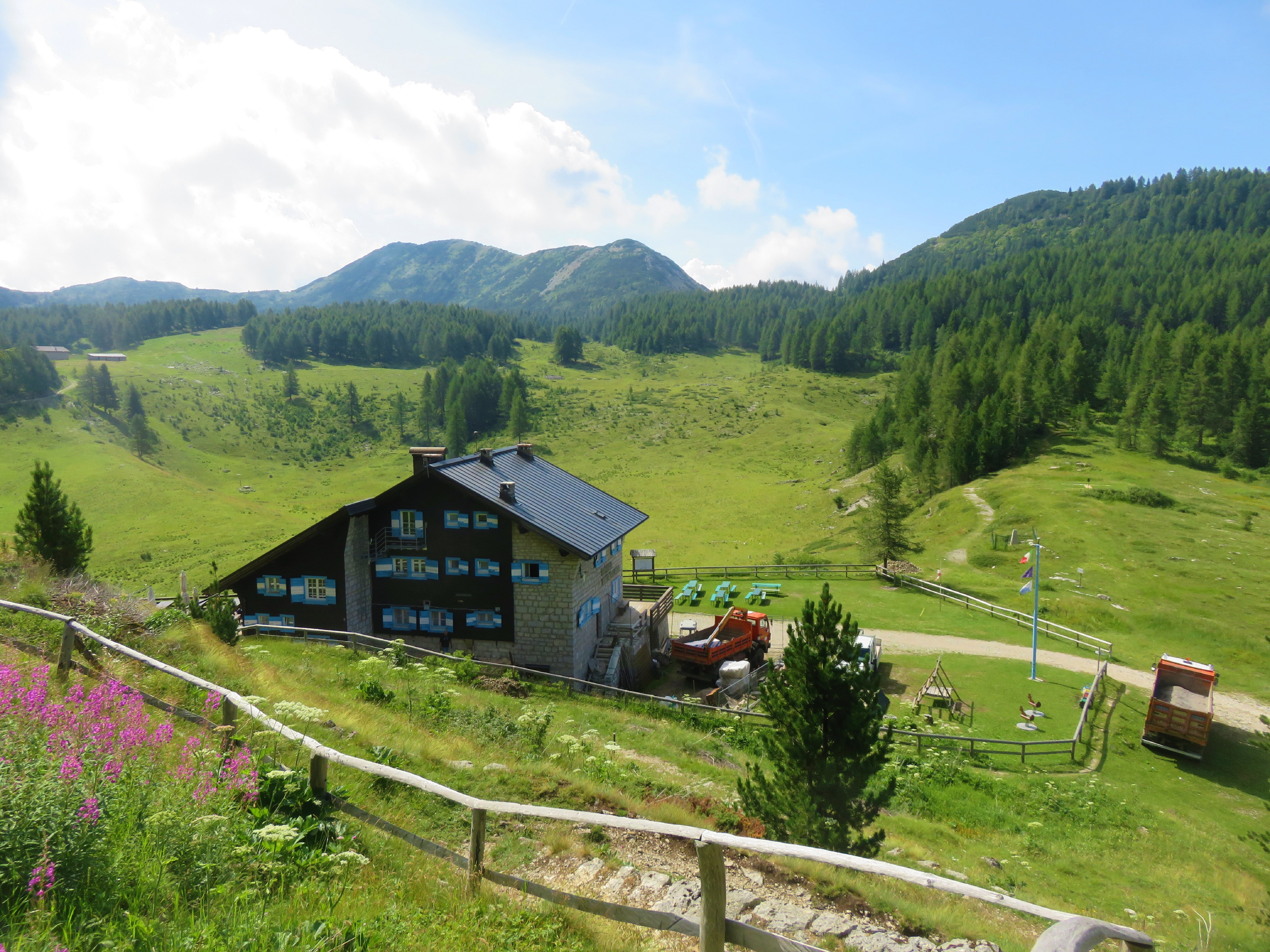
Rifugio Vincenzo Lancia de pe versantul Col Santo, pe Pasubio

### Moartea
În dimineața zilei de 15 februarie 1937, la vârsta de doar 55 de ani, Vincenzo Lancia a murit brusc la Torino, victimă a unui atac de cord. 